# Конституція Румунії
Конституція Румунії — основний закон румунської держави, що встановлює загальні принципи, права та обов'язки громадян. Ухвалена Конституційною асамблеєю 21 листопада 1991, схвалена референдумом і стала чинною 8 грудня 1991 року.
Нова Конституція замінила попередню редакцію 1965 року Соціалістичної Республіки Румунія.

## Структура
Чинна конституція містить 158 статей, розділених на 8 частин:
- Загальні принципи
- Основні права, свободи та обов'язки
- Органи державної влади
- Економіка і публічні фінанси
- Конституційний суд
- Євроатлантична інтеграція
- Перегляд Конституції
- Прикінцеві та перехідні приписи

## Історія
Перша конституція Румунського королівства прийнята 1 липня 1866. Після Великого об'єднання 1918 її замінила конституція від 29 березня 1923. 1938 її анулював Кароль II, а потім її відновлено з падінням диктатури Іона Антонеску (1944).
Нова конституція Народної Республіки Румунія, прийнята в 1948 році, взяла за основу радянську модель. Наступні зміни до неї були внесені в 1952 і 1965 роках. З падінням комуністичного режиму 1989 значна частина документу 1965 анульована. 1991 її замінив новий текст, який з поправками 2003  є чинним законом сучасної Румунії.